# Péntek Árpád
Péntek Árpád (Lugos, 1921. március 25. – Kolozsvár, 1993. augusztus 29.) erdélyi magyar református teológus, író.

## Életpályája
Szülővárosában az Állami Líceumban érettségizett (1939), majd a kolozsvári református teológia, 1940-43 között a nagyenyedi Bethlen Gábor Teológiai Akadémia hallgatója. Közben már 1940-től lévitalelkész Karánsebesen és Mezőkapuson. 1943-tól segédlelkész Temesváron és Lugoson, 1946-61 között parókus lelkész Szucságon, majd az ótordai gyülekezetben. 1968-69-ben mint doktorjelölt az amszterdami Vrije Universitejt hallgatója, 1972 februárjától óraadó a kolozsvári protestáns teológián. 1973 őszétől rendes tanár, a református gyakorlati teológia tanára; 1984-ig előadótanár, azután tanszékvezető professzor. 1982-90 között két cikluson át az intézet rektora. Az 1960-as évek közepétől az felsőőri teológiai konferenciák rendszeres résztvevője és előadója, számos külföldi értekezleten képviselte egyházát, intézetét, s tartott előadást. Az 1976-os skóciai (Carberry Tower) interkonfesszionális értekezleten ő mutatta be a romániai református egyház helyzetét. 1990 elején a személyét ért támadások miatt és súlyos szívbetegségére hivatkozva lemondott, az erdélyi egyházkerület ennek ellenére 1990 októberében őt kérte fel a Pedagógiai-diakóniai Fakultás megszervezésére, melynek 1992 áprilisáig első dékánja volt.

## Munkássága
Doktori disszertációjának címe: Az igehirdető szolgálat egyes emberi vonásai (Ótorda 1973).
Elsősorban igehirdető és előadó volt, ezzel kapcsolatos irodalmi munkássága is. 1955-től rendszeres munkatársa a Református Szemlének, amelyben prédikációi, igehirdetési vázlatai, tervezetei, fordításai jelennek meg. Nagyobb dolgozatai: Kálvin tanítása a Szentlélekről (1964); Az úrvacsorai igehirdetés (1971); A temetési igehirdetés elvi szempontjai; Az igehirdetés időszerűsége, ereje és hatása (1972); Burgenhagen születésének 500. évfordulója (1985); Az 1536-os Institució tanítása az egyházról (1986); Az egyházak ökumenikus tevékenységének távlatai (1988); Imre Lajos poimenikája (1988). 1990-től az Üzenetnek lett egyik főmunkatársa: a „Napról napra” című rovatot vezette, s szinte valamennyi számban jelent meg rövid meditációja.
Az ótordai református templom építéstörténete című tanulmánya a Nagy Gyula püspök 70. születésnapjára kiadott Hűség és szolgálat (Kolozsvár 1987) című emlékkönyvben, német nyelvű dolgozata Praxis pietatis címmel a Die Aktualle Reihe (Wien 1976) című kötetben került sajtó alá. Lefordította és előszóval látta el A. A. van Ruler Hiszek. Az Apostoli hitvallás magyarázata című könyvét (Kolozsvár 1989).